# Diflorason
Diflorason je topikalni kortikosteroid koji se koristi za tretiranje svraba i inflamacije kože.

## Spoljašnje veze
|  | Molimo Vas, obratite pažnju na važno upozorenje u vezi sa temama iz oblasti medicine (zdravlja). |